# Çardak, Niğde
Çardak là một xã thuộc huyện Çiftlik, tỉnh Niğde, Thổ Nhĩ Kỳ. Dân số thời điểm năm 2011 là 2093 người.